# 塔普圣米克洛什
塔普圣米克洛什（匈牙利語：Tápszentmiklós）是匈牙利杰尔-莫雄-肖普朗州所辖的一个村。总面积20.77平方公里，总人口967，人口密度46.6人/平方公里（2011年1月1日）。